# Jean-Noël Dusé
Jean-Noël Dusé est un joueur de football français né le 15 décembre 1948 à Nantua (Ain).

## Biographie
Il évolue au poste de gardien de but à Grenoble, Lille et Tours FC.
Au total, il dispute 127 matchs en Division 1 et 488 matchs en Division 2.
Il fait plus tard une carrière dans le staff technique du club nordiste (entraîneur des cadets, directeur du Centre de formation, entraîneur des gardiens), et à l'AS Saint-Étienne (entraîneur des gardiens).

## Palmarès

### Joueur
- Champion de France de D2 en 1974 avec le Lille OSC et en 1983 avec le Stade rennais
- Vice-Champion de France de D2 en 1980 avec le Tours FC

### Entraîneur
- Champion de France Cadets en 1989 avec le Lille OSC (comme entraîneur des cadets)